# Axel Östrand
Frans Axel Östrand, född 15 maj 1909 i Örnsköldsvik i Ångermanland, död 11 maj 2005 i Örnsköldsvik, var en svensk backhoppare som tävlade på 1930-talet. Han representerade IF Friska Viljor i Örnsköldsvik.

## Karriär
Axel Östrand deltog i olympiska vinterspelen 1936  i Garmisch-Partenkirchen i södra Tyskland. Han deltog i backhoppstävlingen. I första omgången hoppade Östrand 61,0 meter och lag på en 30:e plats efter första hoppet. I andra omgången lyckades han bättre. Han hoppade 68,0 meter och var den 13:e bästa i andra omgången. Totalt slutade Östrand på en 22:a plats. Birger Ruud från Norge vann guldmedaljen endast 1,7 poäng före Sven Erikson (senare Sven Selånger) från Sverige. Backhoppningstävlingen sågs av 130 000 åskådare.